# Sonia Delaunay
Sonia Delaunay (ur. 14 listopada 1885 w Hradyźku (gubernia połtawska) w Imperium Rosyjskim, zm. 5 grudnia 1979 w Paryżu) – francuska malarka pochodzenia żydowskiego, projektantka kostiumów  przedstawicielka orfizmu. Żona Wilhelma Uhde (1908–1910), a następnie Roberta Delaunaya (1910–1941; do jego śmierci).
Z Robertem Delaunayem połączyła ją fascynacja kolorem i kolorowymi strukturami, które stały się formą i motywem ich sztuki. Po 1914 roku ten nowy język plastyczny doprowadził ich do malarstwa abstrakcyjnego, którego cechą stało się percepcyjne postrzeganie życia nowoczesnego społeczeństwa. Sonia wykształciła własny styl, stosowany również przy projektowaniu ubiorów, tkanin i przedmiotów codziennego użytku.

## Życiorys

### Dzieciństwo i młodość (1885–1903)
Sonia Delaunay urodziła się jako Sara Stern, córka Hanny Terk i Eli Sterna. Sternowie jako Żydzi zarejestrowani byli w rabinacie Odessy. Mieli pięcioro dzieci. Kiedy urodziła się Sara, ojciec odbywał służbę wojskową. Po zwolnieniu do cywila znalazł pracę w jedynym zakładzie w Hradyźku. Brat matki, Henri (Gherman) Terk, prawnik, mieszkający i pracujący w Petersburgu, podczas swej wizyty w Hradyźku postanowił adoptować Sarę. Powody adopcji nie do końca były jasne; jednym z nich była przypuszczalnie bieda, panująca w domu Sternów, drugim – nie najlepsze stosunki pomiędzy matką a córką. Ostatecznie gubernator Petersburga wydał dokument stwierdzający, iż Sara Stern, złożyła podanie o pozostawanie aż do osiągnięcia wieku dojrzałego pod opieką wuja Henri Terka, członka palestry w Petersburgu. Pełnomocnictwo potwierdzające jej legalny status zostało podpisane 23 października 1891 roku. Wtedy też przyjęła nazwisko wuja, a jej imię zmieniono na rosyjskie Sofia (zdrobniale – Sonia). Sonia Terk polubiła życie w stolicy Imperium. Jej ciotka Anna pasjonowała się muzyką i niemiecką filozofią, od Kanta do Nietschego. Wuj natomiast interesował się malarstwem, kolekcjonując prace pejzażysty Isaaka Lewitana. Miał też w swoich zbiorach obrazy malarzy szkoły z Barbizon oraz obszerne albumy słynnych malarzy zachodnioeuropejskich, które Sonia godzinami wertowała, prowadząc z przybranymi rodzicami wyczerpujące dyskusje o sztuce. Za ich przykładem zainteresowała się żydowskimi innowacjami w sztuce. Latem 1900 roku Terkowie wraz z przybraną córką wyjechali w podróż do Niemiec, Szwajcarii i Włoch. W czasie pobytu we Włoszech zwiedzali Galerię Uffici, w której uwagę Soni przykuły słynne obrazy takich malarzy jak: Michał Anioł, Tycjan, Rafael Santi, Caravaggio czy Rembrandt. W Berlinie miała okazję odwiedzić pracownię malarską Maxa Liebermanna, prezesa Berlińskiej Secesji. Obejrzała jego obrazy, a na pożegnanie dostała w prezencie pudło z farbami, czego nigdy nie zapomniała. Latem 1901 roku, podczas wakacyjnego pobytu w Finlandii wykonała swój pierwszy szkic, przedstawiający nagą kobietę nad brzegiem morza. W 1902 roku zaczęła poważnie myśleć o sztuce. Dostała do swej dyspozycji prywatną nauczycielkę, która wkrótce w liście do ciotki stwierdziła, iż jej podopieczna po osiągnięciu pełnoletności powinna studiować sztukę za granicą. Ostatecznie Terkowie postanowili wysłać przybraną córkę do Paryża. W wieku 18 lat Sonia Terk władała biegle 4 językami: rosyjskim, francuskim, niemieckim i angielskim.

### Wyjazd do Niemiec i Francji
W 1903 roku Sonia Terk wyjechała do Niemiec, by studiować rysunek na Akademii Sztuk Pięknych w Karlsruhe. Wśród jej kolegów-studentów znalazł się przyszły kompozytor Arnold Schönberg. Po latach wspominała, że w roli rysowniczki nie czuła się dobrze i nabrała awersji do tej dziedziny sztuk plastycznych. Kupiła natomiast trzy książki poświęcone impresjonizmowi, chcąc bliżej zapoznać się z – jak to określiła – „eterycznością i świetlistością” sztuki Claude’a Moneta i Alfreda Sisleya. W 1905 roku wyjechała do Paryża, gdzie uczęszczała z grupą młodych Rosjanek na zajęcia plastyczne w Académie de la Palette studiując rytownictwo pod kierunkiem Rudolfa Grossmanna. Większość swojego czasu spędzała zwiedzając wystawy i galerie Paryża, w których oglądała dzieła Paula Cézanne’a, Vincenta van Gogha, Pierre’a Bonnarda, Édouarda Vuillarda, Henriego Matisse’a i André Deraina. Duże wrażenie wywarły na niej obrazy fowistów, wystawione na Salonie Jesiennym w 1905 roku. Podczas swojego pierwszego roku w Paryżu spotkała niemieckiego kolekcjonera i marszanda, Wilhelma Uhde, za którego wyszła 5 grudnia 1908 roku i w którego Galerie Notre Dame des Champs miała swoją pierwszą indywidualną wystawę. W towarzystwie męża często zwiedzała Luwr, ale nie galerie malarstwa, lecz kolekcje staroegipskich klejnotów, asyryjskich rzeźb i dzieł sztuki Mezopotamii. Za pośrednictwem męża poznała też wielu malarzy, w tym Pabla Picassa, Georges’a Braque’a, Maurice’a de Vlamincka i Roberta Delaunaya. W 1910 roku Sonia i Uhde rozwiedli się za porozumieniem stron i jeszcze w tym samym roku Sonia wyszła za Delaunaya. Każdego wieczorami spacerowali razem wzdłuż Boulevard St Michel, gdzie lampy gazowe właśnie zastąpiono elektrycznymi. Po powrocie do domu usiłowali uchwycić swoje kolorystyczne wrażenia, ale nie na wzór Moneta, lecz w inny, nowy sposób, jako abstrakcję. Wspólnie wyprawiali się też pod wieżę Eiffla, którą Robert uważał za niedościgniony wzór technologii. Dla uczczenia ich miłości namalował niewielki obraz wieży z napisem po jednej stronie: „Exposition Universelle…1889 La Tour a l’Universe J’adresse”, a na drugiej: „Mouvement profondeur 1909 France-Russie”. Gdy była już w ciąży, oboje chodzili regularnie do Bal Bullier, sali tanecznej w Dzielnicy Łacińskiej, znanej z elektrycznego oświetlenia i bywalców-miłośników tanga. W styczniu 1911 roku urodził się ich syn, Charles.

#### Eksperymenty kolorystyczne: orfizm i symultanizm
Lata 1911–1912 oznaczały początek sztuki abstrakcyjnej i zarazem początek eksperymentów obojga małżonków z kolorem. Zagadnienia te zgłębiali oni pod wpływem teorii barw Michela Eugène’a Chevreula. W czasie, gdy kubizm był dużej mierze monochromatyczny, zadziwiające eksperymenty z kolorem, jakich oboje dokonywali, stawiały ich w 1912 roku zdecydowanie na czele awangardy. Ta fascynacja kolorem była przez nich konsekwentnie realizowana przez całe ich życie zawodowe. Zainspirował ich do tego ich przyjaciel, poeta Guillaume Apollinaire, z którym oboje często współpracowali i który w 1912 roku ukuł termin orfizm. Nazwany tak na cześć Orfeusza, którego muzyka przekraczała wszelkie granice, miał na celu stworzenie podobnego do niej, uniwersalnego języka kolorów, mogącego przemawiać do ludzi. Prawdopodobnie nie było dziełem przypadku, iż Sonia Delaunay zaprzyjaźniła się z Ludwikiem Zamenhofem, twórcą międzynarodowego języka esperanto. Delaunayowie woleli jednak na określenie swej sztuki używać terminu „symultanizm”, będącego utopijną teorią o ustanowieniu sztuk wizualnych jako najważniejszych dla przyszłych pokoleń spośród wszystkich środków wyrazu. Językiem tej nowej sztuki wizualnej miał być kolor i abstrakcja, a stosowaną metodą raczej poglądowość i instynkt, niż intelekt i uczenie się. Sonia zaczerpnęła ten pomysł od Roberta, który nalegał na bezpośrednią obserwację natury. Odrzuciła wkrótce poglądy i książki Schopenhauera i Kanta i poświęciła resztę swojego życia na doskonalenie swych umiejętności w dziedzinie koloru i abstrakcji tak, aby nadać swojej sztuce moc przyciągającą. Zainteresowanie Soni Delaunay symultanicznym kontrastem, o czym świadczyły jej wczesne kolaże, oprawy introligatorskie, małe malowane pudełka, poduszki, kamizelki i abażury, doprowadziły do powstania jednej z jej pierwszych pełnowymiarowych prac, obrazu Bal Bullier (1912–1913), przedstawiającego znaną paryską salę balową. Sonia Delaunay w tamtym okresie w coraz większym stopniu zaczęła zajmować się robótkami ręcznymi. Jedną z jej pierwszych prac tego typu był słynny Koc (1911), który zrobiła dla swego nowo narodzonego syna, ręcznie wyszywany kawałek materiału, będący mozaiką nieregularnych prostokątów i trójkątów, wypełnionych niezmąconymi kolorami, nawiązujący do rosyjskiej sztuki ludowej. Jego koncepcje malarskie legły u podstaw sztuki abstrakcyjnej, nie tylko jej i jej męża. Ponieważ rosyjska sztuka ludowa była modna i przeżywała swoje odrodzenie, czuła się uszczęśliwiona, gdy mogła podkreślać swoje rosyjskie pochodzenie (choć nie swoją żydowskość). Była przede wszystkim międzykulturową poliglotką, przyzwyczajoną do transponowania i zmiany środków wyrazu, zarówno w obrazach, jak i strojach czy oprawach introligatorskich. Przypuszczalnie zarzuciła malowanie, aby dać Robertowi przestrzeń do rozwijania się, tak, aby oboje mogli pracować razem nad wspólnym projektem nie konkurując ze sobą. Jej pierwsze „stroje symultaniczne” z tamtych lat były mieszanką kwadratów i trójkątów z tafty, tiulu, flaneli, prążków mory i jedwabnych grogramów. Przyjaźń z poetą Blaise’em Cendrarsem zaowocowała wykonaniem przez nią kolorowej oprawy do jego książki Pâques à New York (1912). Następnie współpracowała z nim przy ilustrowaniu jego kolejnej książki, La Prose du Transsibérien et de la Petite Jehanne de France (1913). Książka w formie koncertyny, wysoka na 20 cm, miała po rozłożeniu 2 m długości. Z prawej strony widniał poemat podróżny Cendrarsa, wydrukowany różnokolorowymi czcionkami, a po lewej – misterny materiał ilustracyjny Soni Delaunay, podkreślający poprzez barwy i ich odcienie tematy i uczucia zawarte w tekście. Książka stała się triumfem synestezji, nadając poematowi Cendrarsa wydźwięku malarskiego. Widniejąca na dole niewielka, czerwona Wieża Eiffla była motywem, który, niczym ostatni krzyk modernizmu, co jakiś czas pojawiał się w twórczości Delaunayów.
Kolejne obrazy Soni Delaunay, jak Pryzmy elektryczne (1914) ujawniały jej inspirację współczesnym życiem miejskim i elektrycznym oświetleniem. Jednak Pryzmy elektryczne, wystawione w 1914 roku Salon des Indépendants, zdradzały nie tylko fascynację ich autorki elektrycznością; można je traktować jako wizualny manifest jej intencji, jako że przenikające się, kolorowe płaszczyzny, odwołania do ciał niebieskich, jak Słońce czy planety, zestawienia trwałości z przezroczystością i rozpadem, są elementami, które można zidentyfikować w wielu pracach Soni Delaunay i w jej zasadniczej koncepcji rytmu. Powtarzają się one również w jej późniejszych obrazach, jak cykl Rytm w kolorze z lat 60., zaś wcześniej legły u podstaw jej projektów kostiumów scenicznych i dekoracji wnętrz.

### Pobyt na Półwyspie Iberyjskim (1914–1920)
W momencie wybuchu I wojny światowej w 1914 roku Delaunayowie przebywali w baskijskim mieście Fuenterrabía, a do Paryża powrócili dopiero w 1920 roku. W międzyczasie podróżowali do Madrytu i do miejscowości Vila do Conde i Valença w Portugalii, gdzie malowali martwe natury i sceny rodzajowe. Podczas pobytu w Madrycie Sonia zainteresowała się śpiewem flamenco, czego efektem stał się jej obraz Śpiewak flamenco (1916). Stwierdziła, iż mieszkając na Półwyspie Iberyjskim uświadomiła sobie rzeczywiste pochodzenie światła. Osiedliwszy się w Madrycie, zaczęła zajmować się dekoracją wnętrz (Casa Sonia) oraz projektowaniem ubrań i kostiumów. W 1918 roku na zlecenie Siergieja Diagilewa zaprojektowała kostiumy dla jego Les Ballets Russes, potrzebne do przedstawienia Kleopatra w Londynie. Później zaprojektowała kostiumy do inscenizacji opery Aida w Barcelonie, a następnie dekoracje do nowego klubu nocnego, Petit Casino w Madrycie. Utrata wsparcia ze strony swych krewnych w Petersburgu w następstwie wybuchu rewolucji październikowej w 1917 roku sprawiła, iż w latach 1918–1935 praktycznie porzuciła malarstwo.

### Powrót do Paryża

#### Lata 20.
Po powrocie do Paryża w 1920 roku Delaunayowie zamieszkali w lokalu przy 19 boulevard Malesherbes, który Sonia całkowicie odnowiła wyposażając zaprojektowanymi przez siebie meblami; większość z nich znajduje się obecnie w zbiorach paryskiego Musée des Arts Décoratifs. W ich domu spotykali się dadaiści i surrealiści: Philippe Soupault, André Breton, Louis Aragon, René Crevel i Tristan Tzara; z tym ostatnim Sonia Delaunay przyjaźniła się przez ponad 40 lat. W lipcu 1923 roku zaprojektowała kostiumy do jego spektaklu, Coeur à gaz. Podobny projekt zrealizowała dla przedstawienia Soirée du coeur à barbe Ilji Zdaniewicza. W tym samym roku rozpoczęła też projektowanie tkanin artystycznych. Pierwszym zamówieniem, jakie otrzymała, było wykonanie ponad 50 projektów dla producenta jedwabiu w Lyonie. W 1924 roku założyła własną firmę z czterema dyrektorami, a wśród których znalazł się projektant i wytwórca futer Jacques Heim. Największy sukces odniosła w 1925 roku, na Międzynarodowej Wystawie Sztuki Dekoracyjnej i Wzornictwa, dla której zaprojektowała i udekorowała pawilon Boutique Simultanée. Jej pawilon przyciągał tłumy zwiedzających. Suknie wieczorowe, płaszcze, ubiory sportowe uszyte przez nią z nakładających się na siebie materiałów miały wyraziste formy i jasne kolory, użyte po raz pierwszy na Kocu. Kolory na tkaninach, stosowane podobnie jak w jej obrazach, stawały się jedynym motywem, czyniącym ubiór architektoniczną kompozycją w przestrzeni. Sprzężenie, kompozycja i równowaga form cechują zmysł estetyczny, obecny w jej twórczości. Jej ówczesne projekty lansowały najlepsze paryskie domy mody. Zaprojektowane przez nią stroje nosiły znane osobistości lat 20. jak aktorka Gloria Swanson, pisarka Nancy Cunard czy projektantka art déco Eyre de Lanux.
Sonia Delaunay była niezwykle płodna jako artystka do momentu nadejścia wielkiego kryzysu; jej projekty stały się znane w londyńskim domu towarowym Liberty oraz w jego filiach w Nowym Jorku, a także w amsterdamskim Metz & Co. Obok tkanin i modnych ubrań projektowała również dywany boazerie i torebki. Zaprojektowała także kostiumy do dwóch filmów: Vertige w reżyserii Marcela L’Herbiera i Le p’tit Parigot René Le Somptiera. Dzięki swemu prestiżowi projektantki otrzymała zaproszenie do wygłoszenia 27 stycznia 1927 roku na Sorbonie wykładu „Wpływ malarstwa na sztukę ubioru”, w trakcie którego przedstawiła nowatorski pomysł prêt-à-porter.

#### Lata 30.
Delaunayowie byli oddanymi promotorami sztuki abstrakcyjnej: w 1931 roku zostali członkami grupy Abstraction-Création, a w 1939 zorganizowali pierwszy Salon des Réalités Nouvelles. W latach 30. życie Soni Delaunay upływało pod znakiem projektowania mody, pisania artykułów do czasopism, dekorowania wnętrz i projektowania wystaw sklepowych i plakatów. W 1937 roku wzięła udział w dekoracji dwóch tymczasowych pawilonów Exposition Internationale des Arts et Techniques dans la Vie Moderne: Pavillon des Chemins de Fer i Palais de l’Air, a za obrazy Voyages lointains i Portugal, namalowane dla pawilonu kolejowego, otrzymała złoty medal.

### Po śmierci Roberta Delaunaya

#### Lata 40. i 50.
Gdy wybuchła II wojna światowa, Delaunayowie wyruszyli na południe, znajdując razem z przyjaciółmi schronienie w pobliżu miejscowości Grasse w Prowansji. Po śmierci Roberta Delaunaya w 1941 roku Sonia Delaunay nadal udzielała energicznego wsparcia sztuce abstrakcyjnej, zabiegała o sławę męża organizując szereg wystaw jego prac oraz przekazując je wraz z własnymi dziełami jako darowizny dla instytucji publicznych.
W latach 50. powróciła z nową energią i intensywnością do malowania. Pracowała przy sztalugach prawie codziennie, tworząc piękne obrazy, wypełnione różnej wielkości kolorowymi kołami w nieskończonych, abstrakcyjnych formach. Odważnymi zestawieniami kolorów i akcentowaniem dynamicznego komponowania się form antycypowała op-art i sztukę kinetyczną przyczyniając się do rozwoju tych ruchów w latach 60. W latach 50. też zaczęła też ponownie wystawiać własne prace, w tym zwłaszcza w galerii Auteuil należącej do malarki Colette Allendy, a także w Galerie Bing (1953), Musée National d’Art Moderne i Galerie Suzanne, Rose Fried Gallery (1955), jej pierwsza indywidualna wystawa w Stanach Zjednoczonych, poza tym w Grenoble, Hawanie, Wenecji, Rzymie, Mediolanie i w Städtisches Kunsthaus w Bielefeld (1958; około 260 prac).

#### Lata 60.
W 1964 roku była pierwszą artystką, która miała retrospektywną wystawę w Luwrze, a to dzięki darowiźnie 117 prac swoich i Roberta. W marcu 1965 roku wysłała gwasz i obraz olejny do Salon des Femmes Peintres, wystawy poświęconej wyłącznie malarkom. Kolejną wystawą jej prac była L’Expo 1925 w Musée des Arts Décoratifs w Paryżu w 1965 roku, gdzie całą salę poświęcono jej dorobkowi w dziedzinie wzornictwa tkanin i ubiorów, W 1967 roku w Musée National d’Art Moderne miała retrospektywną wystawę, obejmującą prawie 200 prac,.
W 1967 roku na aukcji charytatywnej Sonia Delaunay pomalowała karoserię samochodu Matra 530 typ A (seria 09).

#### Lata 70.
W 1970 roku prezydent Francji Georges Pompidou składając wizytę prezydentowi Stanów Zjednoczonych Richardowi Nixonowi podarował mu jeden z obrazów Soni Delaunay, jako reprezentatywny dla tych najlepszych rzeczy, które Francja ma do zaoferowania.
W 1975 roku Sonia Delaunay namalowała plakat z okazji Międzynarodowego Roku Kobiet oraz otrzymała order Legii Honorowej. W 1978 roku współpracowała w projektowaniu kostiumów do sztuki Sześć postaci w poszukiwaniu autora Luigiego Pirandella, wystawianej w Comédie-Française. W 1979 roku wzięła udział w wystawie Paris-Moscow Exhibition w Centre Georges Pompidou, któremu w 1976 roku podarowała całość swojego dorobku graficznego.

#### Śmierć
Zmarła w swoim domu w Paryżu 5 grudnia 1979 roku. Na wieść o tym The New York Times określił ją jako jedną najważniejszych przedstawicielek malarstwa jej czasów oraz jako jedną z ostatnich przedstawicielek paryskiego świata sztuki sprzed 1914 roku.

## Podsumowanie dorobku

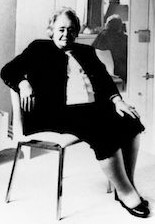
Lothar Wolleh – fotografia Soni Delaunay

Sonia Delaunay zajmuje miejsce w ścisłej czołówce pionierów europejskiej abstrakcji. Kiedy Robert Delaunay pracował nad konceptualizacją abstrakcji jako uniwersalnego języka, ona wypróbowywała go w swoich obrazach, plakatach, ubiorach, projektach introligatorskich i wyposażenia domu. Współpracowała z poetą Blaise’em Cendrarsem przy ilustracji jego książki La Prose du Transsibérien et de la Petite Jehanne de France. W czasie pobytu w Hiszpanii i Portugalii zrealizowała swoje pierwsze projekty sceniczne. Po powrocie do Paryża w 1920 roku zajęła się projektowaniem mody. W następnym dziesięcioleciu wykonała duże dekoracje ścienne do pawilonu transportu lotniczego na Exposition Internationale des Arts et Techniques dans la Vie Moderne. Pełniła rolę „pośrednika” pomiędzy pionierami abstrakcji a pokoleniem powojennym, co zostało podkreślone jej udziałem w wystawie Salon des Réalités Nouvelles oraz uczestnictwem w różnych projektach architektonicznych. Po II wojnie światowej jej malarstwo przeszło proces głębokiej odnowy, który znalazł swą kulminację pod koniec lat 60. jako intensywna, poetycka forma abstrakcji. Jej formalne i techniczne uzdolnienia znalazły swój wyraz również w monumentalnych malowidłach, mozaikach, gobelinach i dywanach.

## Główne wystawy

### Indywidualne
- 1908 – Galerie-Notre-Dame-des-Champs, Paryż
- 1916 – Nya Konstgalleriet, Sztokholm (wspólnie z Robertem Delaunayem)
- 1929 – Galerie Fermé la Nuit, Paryż
- 1948 – Galerie des Deux Iles, Paryż (z Sophie Taeuber-Arp, Jeanem Arpem i Alberto Magnellim)
- 1953, 1954 – Galerie Bing, Paryż (z Sophie Taeuber-Arp i Alberto Magnellim)
- 1955 – Rose Fried Gallery, Nowy Jork
- 1957 – Galerie Bing, Paryż (z Robertem Delaunayem)
- 1958 – Kunsthaus, Bielefeld
- 1959 – Musée des Beaux-Arts, Lyon (z Robertem Delaunayem)
- 1962 – Galerie Denise René
- 1964 – Luwr, Paryż (darowizna Roberta i Soni Delaunay)
- 1964 – Galeria Minima, Paryż
- 1965 – National Gallery of Canada, Ottawa (z Robertem Delaunayem)
- 1967 – Musée National d’Art Moderne, Paryż (wystawa retrospektywna)
- 1970 – La Demeure, Paryż
- 1972 – Fundação Calouste Gulbenkian, Lizbona (z Robertem Delaunayem i przyjaciółmi)
- 1972 – Musée d’Art Moderne de la Ville de Paris (wystawa retrospektywna)
- 1975 – Musée National d’Art Moderne, Paryż (Hommage à Sonia Delaunay)
- 1975 – Galerie Gmurzynska, Kolonia
- 1977 – Bibliothèque nationale de France, Paryż (z Robertem Delaunayem)[15]

### Grupowe
- 1913 – Galerie Der Sturm, Berlin (Erster deutscher Herbstsalon)
- 1914 – Salon des Indépendants, Paryż
- 1920 – Galerie Der Sturm, Berlin
- 1922 – Salon des Indépendants, Paryż
- 1925 – Salon d’Automne, Paryż
- 1925 – Exposition internationale des Arts décoratifs et industriels modernes, Paryż (z Jacques’em Heimem)
- 1926 – Société des artistes indépendants, Grand Palais, Paryż (Trente ans d’art indépendant, 1884–1914)
- 1930 – Union des artistes modernes, Musée des arts décoratifs de Paris
- 1932 – Abstraction-Création, Paryż
- 1937 – Exposition internationale, Paryż (złoty medal, z Robertem Delaunayem)
- 1939 – Salon d’Automne, Paryż
- od 1939 – Salon des Réalités Nouvelles, Paryż
- 1945 – Galerie René Drouin, Paryż (Art Concret)
- 1947 – Galerie Denise René, Paryż (Tendances de l’art abstrait)
- 1949 – Galerie Maeght, Paryż (Premiers Maîtres de l’Art Abstrait)
- 1953 – Musée National d’Art Moderne, Paryż (Cubisme, 1909–1919)[15]

### Pośmiertne
W dniach od 17 października 2014 roku do 22 lutego 2015 roku Musée d’Art Moderne de la Ville de Paris zorganizowało pierwszą od 1967 roku dużą, retrospektywną wystawę prac Soni Delaunay, zatytułowaną Les couleurs de l’abstraction. Zaprezentowano ponad 400 jej prac: obrazów, dekoracji ściennych, gwaszy, grafik, tkaniny i galanterii, umożliwiając prześledzenie jej ewolucji artystycznej, począwszy od Belle époque aż do końca lat. 70. oraz jej zasadniczą rolę jako pionierki sztuki abstrakcyjnej. Wystawie towarzyszył ilustrowany katalog, zatytułowany Sonia Delaunay, wydany przez Anne Montfort. Wystawa została następnie powtórzona w dniach od 15 kwietnia do 9 sierpnia 2015 roku przez Tate Britain jako Sonia Delaunay Tate Modern Retrospective; była to zarazem pierwsza w Wielkiej Brytanii retrospektywna wystawa poświęcona twórczości Soni Delaunay oraz jej znaczeniu w sztuce współczesnej. I tej wystawie również towarzyszył katalog prac Soni Delaunay.